# Xã Lyons, Quận Cook, Illinois
Xã Lyons (tiếng Anh: Lyons Township) là một xã thuộc quận Cook, tiểu bang Illinois, Hoa Kỳ. Năm 2010, dân số của xã này là 111.688 người.